# Ben LeSage
Benjamin Boselli LeSage (Calgary, 24 de noviembre de 1995), más conocido como Ben LeSage, es un jugador profesional canadiense de rugby que se desempeña en la posición de centro interior en New England Free Jacks, equipo perteneciente a la liga Major League Rugby.

## Carrera
En 2019, LeSage se unió al equipo Toronto Arrows (2019-2021), después pasó a Los Angeles Giltinis (2021-2022), luego a New England Free Jacks, con el cual disputa su quinta temporada en la Major League Rugby.